# رينوار (فلم)
رينوار (بالفرنسية: Renoir) هو فيلم درامي فرنسي تم إنتاجه في سنة 2012، وهو من إخراج جيل بوردو وبطولة ميشيل بوكيه وكريستا ثيريت وفنسنت روتيرس وتوماس دوريه وسولين ريجو. قصة الفيلم تتكلم عن قصة الحب بين كل من الرسام الفرنسي أوغوست رينوار مع العارضة الألمانية في لوحاته والممثلة كاثرين هيسلنغ أثناء الحرب العالمية الأولى وألتي تصارع بها بلديهما. تم عرض الفيلم لأول المرة في مهرجان كان السينمائي في سنة 2012 وثم تم طرح الفيلم في السينما في يناير 2013.

## البطولة
- ميشيل بوكيه بدور أوغوست رينوار
- كريستا ثيريت بدور أندريه هشلنغ
- فنسنت روتيير بدور جان رينوار
- توماس دوريه بدور كوكو
- سولين ريجو بدور مادلين
- رومان بورينغر بدور غابرييلي رينارد

## الإستقبال
تلقى الفيلم نقد إيجابي على موقع الطماطم الفاسدة وحصل على تقييم 69% مبنية على 65 مشاهدة ورئوا أنه فيلم مترف ودرامي جميل لكن وجدوه بعض الشئ محبط وبطئ في السيناريو. على موقع ميتاكريتيك حصل على تقييم 64% مبني على 23 مشاهدة وكانت معظم الردود إيجابية له.

## الجوائز
ترشح هذا الفيلم لنيل جوائز عديدة وقد فاز بجائزة سيزار لأفضل تصميم ملابس. وقد ترشح الفيلم أيضاً لنيل جائزة أوسكار لأفضل فيلم بلغة أجنبية.

## وصلات خارجية
- مقالات تستعمل روابط فنية بلا صلة مع ويكي بيانات

- رينوار على قاعدة بيانات الأفلام على الإنترنت